# Biệt đội chó Bull: Điều tra ngoài giờ
Biệt đội chó Bull: Điều tra ngoài giờ (tiếng Hàn: 번외수사; Romaja: Beomwisoosa; dịch nghĩa đen: "Further Investigation") là bộ phim truyền hình Hàn Quốc ra mắt năm 2020. Bộ phim có sự tham gia của Cha Tae-hyun, Lee Sun-bin, Jung Sang-hoon, Yoon Kyung-ho và Ji Seung-hyun. Đây là bộ phim thứ 3 trong dự án "Dramatic Cinema" của OCN kết hợp giữa dạng phim và kịch.Bộ phim được phát sóng từ ngày 23 tháng 5 đến ngày 28 tháng 6 năm 2020.

## Tóm tắt
Bộ phim xoay quay 5 nhân vật. Cha Tae Hyun vào vai Jin Kang Ho, một cảnh sát nhiệt huyết và tài năng, người sẵn sàng dùng mọi cách để bắt được tội phạm. Do tính cách kì quái, anh cũng không hòa đồng cùng các đồng nghiệp. Trong khi đó, Kang Moo Young là PD của một chương trình truyền hình chuyên nhắm đến điều tra những tội phạm mà cảnh sát chưa "sờ gáy" được. Cô sẵn sàng liều lĩnh để vạch trần sự thật đến công chúng. Kang Ho và Moo Young tình cờ gặp nhau và cùng hợp tác để giải quyết những vụ việc còn trong bóng tối.

## Diễn viên

### Vai chính
- Cha Tae-hyun vai Jin Kang-ho[3]
- Lee Sun-bin vai Kang Moo-young[3]
- Jung Sang-hoon vai Lee Pan-seok[4]
- Yoon Kyung-ho vai Teddy Jung[5]
- Ji Seung-hyun vai Tak-won[6]

### Vai phụ
- Park Jung-woo vai Min Dae-jin
- Park Tae-san vai Manson
- Jang Jin-hee vai senior
- Im Chul-hyung vai Seo In-jae
- Son Kwang-eop vai director
- Lee Yeong-seok vai shoemaker
- Song Yoo-hyun vai Hong PD
- Ji Chan vai Jang Min-gi
- Son Byung-wook vai Kang-soo
- Park Sung-joon vai Kang Moo-taek
- Lee Ha-ni vai Jang Sung-soo
- Kwon Hyuk-beom vai Lee Tae-sung
- Cho Seung-yeon vai Yoo Sung-gook
- Jung Yoon-seo vai Choi Mi-na / Jang Do-il
- Jung Chan-bi vai Ga-eun
- Cha Woo-jin vai Park Hyun-gu

### Các khách mời xuất hiện đặc biệt
- Kim Kwang-kyu cai gang boss (tập. 1)
- Ma Dong-seok vai Jin Woo-taek
- Han Ki-woong vai Kim Min-seok
- Han Ki-won vai Kim Min-soo

## Tỷ lệ người xem
| 1 | 23 tháng 5 năm 2020 | 1.947% | 2.198% |
| 2 | 24 tháng 5 năm 2020 | 2.485% | 2.832% |
| 3 | 30 tháng 5 năm 2020 | 2.151% | 2.932% |
| 4 | 31 tháng 5 năm 2020 | 2.458% | 3.095% |
| 5 | 6 tháng 6 năm 2020  | 2.323% | 2.944% |
| 6 | 7 tháng 6 năm 2020  | 2.674% | 2.811% |
| 7 | 13 tháng 6 năm 2020 | 3.786% | 4.670% |
| 8 | 14 tháng 6 năm 2020 | 3.318% | 3.851% |
| 9 | 20 tháng 6 năm 2020 | 2.799% | 3.374% |
| 10 | 21 tháng 6 năm 2020 | 2.843% | 3.163% |
| 11 | 27 tháng 6 năm 2020 | 2.908% | 3.219% |
| 12 | 27 tháng 6 năm 2020 | 4.389% | 5.064% |
| Trung bình | Trung bình          | 2.840% | 3.345% |
| - Trong bảng trên đây, số màu xanh biểu thị cho tỷ lệ người xem thấp nhất và số màu đỏ biểu thị cho tỷ lệ người xem cao nhất. - Bộ phim này được phát sóng trên hệ thống các kênh truyền hình cáp/trả phí nên số lượng người xem thấp hơn so với truyền hình miễn phí (ví dụ như KBS, SBS, MBC hay EBS). |                     |        |        |